# The Ninety and Nine
«The Ninety and Nine» — христианский евангельский гимн, текст которого был написан шотландской поэтессой Элизабет Сесилией Клил (1830–1869), а музыка — американским евангелистом и певцом Айрой Д. Санки в 1874 году.

## История
Текст гимна был основан на притче о заблудшей овце из Евангелия от Луки (15:3–7) и был впервые опубликован в 1868 году в журнале The Children's Hour под заголовком The Lost Sheep. 
В 1874 году Айра Д. Санки нашёл стихотворение в газете, когда путешествовал с Дуайтом Л. Муди по Шотландии, и написал музыку к нему прямо на органе, импровизируя во время собрания. Он вспоминал, что впервые исполнил гимн спонтанно, в собрании в Эдинбурге, сразу после проповеди Муди на ту же тему. Песня мгновенно стала популярной и впоследствии вошла в сборник гимнов Gospel Hymns and Sacred Songs (1875).

## Структура и содержание
Гимн состоит из пяти строф, каждая из которых иллюстрирует образ Иисуса как доброго пастыря, ищущего одну заблудшую овцу. Центральным мотивом является образ жертвенной любви и настойчивого милосердия.

## Текст
Текст гимна доступен в свободном доступе, так как произведение находится в общественном достоянии:

The Ninety and Nine

Words by Elizabeth C. Clephane (1868)

Music by Ira D. Sankey (1874)

There were ninety and nine that safely lay

In the shelter of the fold,

But one was out on the hills away,

Far off from the gates of gold—

Away on the mountains wild and bare,

Away from the tender Shepherd’s care,

Away from the tender Shepherd’s care.

“Lord, Thou hast here Thy ninety and nine;

Are they not enough for Thee?”

But the Shepherd made answer: “This of Mine

Has wandered away from Me;

And although the road be rough and steep,

I go to the desert to find My sheep,

I go to the desert to find My sheep.”

But none of the ransomed ever knew

How deep were the waters crossed;

Nor how dark was the night the Lord passed through

Ere He found His sheep that was lost.

Out in the desert He heard its cry—

Sick and helpless and ready to die,

Sick and helpless and ready to die.

“Lord, whence are those blood-drops all the way

That mark out the mountain’s track?”

“They were shed for one who had gone astray

Ere the Shepherd could bring him back.”

“Lord, whence are Thy hands so rent and torn?”

“They’re pierced tonight by many a thorn,

They’re pierced tonight by many a thorn.”

And all through the mountains, thunder-riven,

And up from the rocky steep,

There arose a cry to the gate of heaven,

“Rejoice! I have found My sheep!”

And the angels echoed around the throne,

“Rejoice! for the Lord brings back His own!

Rejoice! for the Lord brings back His own!”

## Значение и влияние
Гимн «The Ninety and Nine» стал одним из самых известных и любимых гимнов в евангельской традиции. Его успех способствовал широкой популярности дуэта Муди и Санки в 1870–1880-х годах. Санки включил рассказ о создании гимна в свою автобиографию и сборник Sacred Songs and Solos, распространившийся тиражом в миллионы экземпляров.

## Использование
Гимн долгое время входил в евангельские и протестантские песенники в Великобритании, США и других странах. Он часто исполнялся на благовестнических собраниях, а также на радиопередачах и записях в XX веке.

## В культуре
- Упоминается как классический пример американского евангельского гимна викторианской эпохи.
- Исполнялся различными хорами и певцами в англоязычном мире.